# Sur les vertus
 (mai 2023).
Sur les vertus est le dix-neuvième traité des Ennéades, et deuxième livre de la première Ennéade qui traite de morale, rédigé par Plotin. Celui-ci prend pour sujet les vertus, et ses liens avec l'âme.

## Contexte
Le traité 19 a été écrit à la même époque que les vingt-et-un premiers traités des Ennéades ; traités qui constituent la première partie de la vie d'écrivain de Plotin, qui, selon Porphyre, était alors âgé de 59 ans.
Sur les vertus peut être déconcertant pour les lecteurs d'aujourd'hui. En effet, ce traité s'inscrit dans une tradition philosophique essentiellement platonicienne : assimilation au divin, fuite pour l'intelligible, contemplation. D'autres éléments sont hérités d'Aristote (la métriopathie) ou du stoïcisme (l'idéal du sage).  Il est toutefois à remarquer qu'à l'inverse d'Aristote, le traitement de la question morale ne se fait pas en passant par celle descriptive de comment l'homme agit : elle est indissociable de la dialectique d'une part, et de la structure métaphysique du monde de l'autre. 
Par ailleurs, Plotin, comme dans beaucoup d'autres traités, utilise Platon comme tremplin pour la réflexion philosophique. C'est à partir du passage sur l'assimilation au divin, dans le Théétète, 176b, que le traité commence : 

« C’est pourquoi nous devons tâcher de fuir au plus vite de ce séjour à l’autre. Or, cette fuite, c’est la ressemblance avec Dieu, autant qu’il dépend de nous ; et on ressemble à Dieu par la justice, la sainteté et la sagesse. Mais, mon cher ami, ce n’est pas une chose aisée à persuader, qu’on ne doit point s’attacher à la vertu et fuir le vice par le motif du commun des hommes : ce motif est d’éviter la réputation de méchant et de passer pour vertueux. Tout cela n’est, à mon avis, que contes de vieille, comme l’on dit. La vraie raison, la voici. Dieu n’est injuste en aucune circonstance, ni en aucune manière ; au contraire, il est parfaitement juste ; et rien ne lui ressemble davantage que celui d’entre nous qui est parvenu au plus haut degré de justice. De là dépend le vrai mérite de l’homme, ou sa bassesse et son néant. Qui connaît Dieu, est véritablement sage et vertueux : qui ne le connaît pas, est évidemment ignorant et méchant. »

— Platon, Théétète

« Puisque le mal règne ici-bas et domine inévitablement en ce monde, et puisque l'âme veut fuir le mal, il faut fuir d'ici-bas. Mais quel en est le moyen? C'est, dit Platon, de nous rendre semblables à Dieu. Or nous y réussirons en nous formant à la justice, à la sainteté, à la sagesse, et en général à la vertu. 

Si c'est par la vertu qu'a lieu cette assimilation, le Dieu à qui nous voulons nous rendre semblables possède–t–il lui–même la vertu? Mais quel est ce Dieu? Sans doute c'est celui qui semble devoir posséder la vertu au plus haut degré, c'est l'Âme du monde, avec le principe qui gouverne en elle et qui a une sagesse admirable [l'Intelligence suprême]. Habitant ce monde, c'est à ce Dieu que nous devons chercher à ressembler. »

— Plotin, Sur les vertus

## Contenu
La doctrine éthique de Plotin n'est pas directement une éthique de la relation avec autrui, mais de l'union de l'âme avec le divin : l'unique activité de l'esprit doit être celle de la direction continuelle de l'âme afin d'atteindre le divin. Et c'est par la vertu que l'âme, qu'elle soit celle de l'univers ou des âmes individuelles, manifeste toute sa potentialité, son excellence. C'est alors en partant de ce qui la caractérise le plus que les vertus se montrent. Or l'âme est "amphibie", tournée vers les réalités supérieures (dont l'Intellect), et celles inférieures (le corporel, le sensible). De ce fait, l'âme doit, dans la mesure du possible, se détacher des choses inférieures pour s'orienter vers les réalités supérieures, jusqu'à ce qu'elle soit absolument absorbée par celles-ci.

## Plan détaillé du traité
Le traité est divisé en sept chapitres.
- Chap. 1. La vertu consiste à devenir semblable au divin ; sur les vertus civiques.

1-10. A quel dieu faut-il ressembler par la vertu ? — 10-16. Le dieu ne possède pas toutes les vertus — 16-21. Les quatre vertus : réflexion, courage, justice, et maîtrise de soi — 21-31. Les vertus civiques ne sont pas dans le divin, mais elles font aspirer à lui — 31-40. Analogie de ces idées avec la chaleur — 41-45. Sur la participation de l'âme à la vertu — 46-53. La vertu rend semblable à ce qui n'a pas de vertu : la vertu ne concerne que l'âme de l'homme.
- Chap. 2. Sur la double assimilation au divin.

1-4. Sur l'élément semblable entre nous et le monde intelligible — 4-10. Les deux façons de s'assimiler — 11-18. Les vertus civiques imposent mesure et limites aux passions — 19-26. Participer à la forme implique l'assimilation à un principe sans forme.
- Chap. 3. Les vertus les plus grandes sont de l'ordre de la purification.

1-10. Platon : placer la ressemblance au dieu dans des vertus supérieures aux vertus civiques — 10-14. L'âme mêlées au corps reçoit de lui les affections et les opinions ;  si elle s'en libère, alors il y a purification et vertu — 15-19. Ce qui est purifiant, ce sont les quatre vertus élémentaires (voir I, 16-21 : réflexion, courage, tempérance et justice) — 19-22. L'âme impassible, dans sa disposition, est comme le divin — 23-27. Penser : pour l'âme et l'Intellect — 28-30. Les langages : celui articulé, celui intérieur à l'âme, celui antérieur — 31. La vertu est de l'âme, non de l'Un ou de l'Intellect.
- Chap. 4. L'effet de la purification.

1-7. Sur la pureté et la purification — 7-11. Ce qui subsiste après la purification — 12-17. L'âme ne peut s'unir au bien qu'en s'orientant vers lui — 18-25. La vertu est ce qui advient après orientation. Sur la contemplation — 25-29. L'âme possède des empreintes des objets intelligibles, qui ne deviennent lumière que par l'orientation vers l'Intellect. Illumination.
- Chap. 5. L'état de l'âme qui entreprend de se séparer.

1-5. Jusqu'où va la purification — 6-11. L'âme impassible ne retient que les sensations qui sont nécessaires — 12-16. Sur la colère et la crainte — 17-20. Sur le désir — 21-31. L'âme purifiée n'est pas divisée entre sa partie rationnelle et irrationnelle.
- Chap. 6. Les vertus de l'âme purifiée.

1-5. Les impulsions involontaires dans l'âme sont de caractère démonique — 6-11. Sans ces impulsions : l'âme est simplement divine — 12-19. La vertu est contemplation de ce que possède l'intellect — 19-23. Exemple de la justice en soi — 23-27. Extension des autres vertus.
- Chap. 7. Implication mutuelle des vertus.

1-8. Implication des quatre vertus entre-elles. Leurs modèles dans l'Intellect — 9-12. Par la purification les vertus sont achevées ; les vertus supérieures impliquent les inférieures — 13-21. Le sage est complètement purifié — 21-30. Il faut viser la vie des dieux, non seulement la vie de l'homme de bien.

## Extraits
- À partir de quand la vertu est purificatrice :

« A quel titre donc peut-on dire que les vertus purifient, et comment en nous purifiant nous rapprochent–elles le plus possible de la divinité? L'âme est mauvaise tant qu'elle est mêlée au corps, qu'elle partage ses passions, ses opinions; elle ne devient meilleure et n'entre en possession de la vertu, que lorsqu'au lieu d'opiner avec le corps, elle pense par elle-même (ce qui est la vraie pensée et constitue la prudence), lorsqu'elle cesse de partager ses passions (ce qui est la tempérance), qu'elle ne craint pas d'être séparée du corps (ce qui est le courage), lorsqu'enfin la raison et l'intelligence commandent et sont obéies (ce qui est la justice) »
- Jusqu'où va la purification ?

« Jusqu'où conduit la purification? telle est la question que nous avons à résoudre pour savoir à quel Dieu l'âme peut se rendre semblable et s'identifier. La résoudre, c'est examiner jusqu'à quel point l'âme peut réprimer la colère, les appétits et les passions de toute espèce, triompher de la douleur et des autres sentiments semblables, enfin se séparer du corps. Elle se sépare du corps lorsque, abandonnant les divers lieux où elle s'était en quelque sorte répandue, elle se retire en elle-même, lorsqu'elle devient entièrement étrangère aux passions, qu'elle ne permet au corps que les plaisirs nécessaires ou propres à le guérir de ses douleurs, à le délasser de ses fatigues, à l'empêcher d'être importun; lorsqu'elle devient insensible aux souffrances, ou que, si cela n'est pas en son pouvoir, elle les supporte patiemment et les diminue en ne consentant pas à les partager ; lorsqu'elle apaise la colère autant que possible, et même, si elle le peut, la supprime entièrement, ou que du moins, si cela ne se peut pas, elle n'y participe en rien, laissant à la nature animale l'emportement irréfléchi, et encore réduisant et affaiblissant le plus possible les mouvements irréfléchis ; lorsqu'elle est absolument inaccessible à la crainte, n'ayant plus rien à redouter; lorsqu'elle comprime tout brusque mouvement, à moins que ce ne soit un avertissement de la nature à l'approche d'un danger. L'âme purifiée ne devra évidemment désirer rien de honteux : dans le boire et le manger, elle ne recherchera que la satisfaction d'un besoin, tout en y restant étrangère ; elle ne recherchera pas davantage les plaisirs de l'amour, ou, si elle les désire, elle n'ira pas au delà de ce qu'exige la nature, résistant à tout emportement irréfléchi, ou même ne dépassant pas les élans involontaires de l'imagination. En un mot, l'âme sera pure de toutes ces passions et voudra même purifier la partie irrationnelle de notre être de manière à la préserver des émotions, ou du moins à diminuer le nombre et l'intensité de ces émotions et à les apaiser promptement par sa présence. »
- L'homme purifié n'a qu'une seule volonté :

« L'homme parvenu à l'état que nous venons de décrire ne commet plus de fautes pareilles : il en est corrigé. Mais le but auquel il aspire, ce n'est point de ne pas faillir, c'est d'être dieu. S'il laisse encore se produire en lui quelqu'un des mouvements irréfléchis dont nous avons parlé, il sera à la fois dieu et démon ; il sera un être double, ou plutôt il aura en lui un principe d'une autre nature, dont la vertu différera également de la sienne. Si, au contraire, il n'est plus troublé par aucun de ces mouvements, il sera uniquement dieu; il sera un de ces dieux qui forment le cortège du Premier. C'est un dieu de cette nature qui est venu d'en haut habiter en nous. Redevenir ce qu'il était originairement, c'est vivre dans ce monde supérieur. Celui qui s'est élevé jusque-là habite avec l'intelligence pure et s'y assimile autant que possible. Aussi n'éprouve-t-il plus aucune de ces émotions, ne fait-il aucune de ces actions que désapprouverait le principe supérieur, qui désormais est son seul maître. »